# برونوا كوستا
برونوا كوستا (بالبرتغالية: Bruno Costa‏) (19 أبريل 1997 بأوليفيرا دي ازميس في البرتغال - ) هو لاعب كرة قدم برتغالي في مركز الهجوم. لعب مع نادي بورتو.

## روابط خارجية
- برونوا كوستا على موقع قاعدة بيانات كرة القدم.إي يو (الإنجليزية)
- برونوا كوستا على موقع Soccerway.com (الإنجليزية)